# Giorgia Priarone
Giorgia Priarone (* 28. April 1992) ist eine italienische Triathletin, amtierende ITU-Weltmeisterin Duathlon (2025) und zweifache Europameisterin im Duathlon (2016, 2022). Sie wird als Zweite in der Bestenliste italienischer Triathletinnen auf der Ironman-Distanz geführt.

## Werdegang
Giorgia Priarone wurde 2014 U23-Europameisterin Sprint-Duathlon und sie konnte diesen Erfolg 2015 wiederholen.
2015 wurde sie in Australien U23-Vize-Weltmeisterin Duathlon.
Bei den Universitäts-Weltmeisterschaften belegte die damals 24-Jährige im August 2016 im Triathlon den 17. und im italienischen Team zusammen mit Elena Maria Petrini und Sara Papais in Nyon den dritten Rang.
Im August 2022 wurde sie Dritte auf der Triathlon-Mitteldistanz im Ironman 70.3 Zell am See-Kaprun und im September wurde sie in Bilbao Europameisterin Duathlon.
Im März 2023 wurde Priarone Vize-Europameisterin Duathlon.

### Duathlon-Weltmeisterin 2025
2025 wurde die 33-jährige Italienerin im Juni in Spanien Duathlon-Weltmeisterin in der Elite-Klasse.
Giorgia Priarone ist liiert mit dem Triathleten Gregory Barnaby (* 1991).

## Sportliche Erfolge
| Datum/Jahr    | Platz | Wettbewerb                                          | Austragungsort | Zeit     | Bemerkung                                                                     |
| ------------- | ----- | --------------------------------------------------- | -------------- | -------- | ----------------------------------------------------------------------------- |
| 30. Sep. 2023 | 18    | ITA Triathlon National Championship Sprint Distance | Cervia         | 00:58:34 | Italienische Meisterschaft Triathlon Sprintdistanz, hinter Verena Steinhauser |
| 2. Okt. 2022  | 4     | ITA Triathlon National Championship Sprint Distance | Cervia         | 00:58:07 | Italienische Meisterschaft Triathlon Sprintdistanz; hinter Ilaria Zane        |
| 2. Juli 2016  | 2     | ETU Sprint Triathlon Premium European Cup           | Rijssen-Holten | 01:01:49 |                                                                               |
| 9. Mai 2015   | 2     | Kalterer See Triathlon                              | Kalterer See   |          |                                                                               |

| Datum/Jahr    | Platz | Wettbewerb                                      | Austragungsort    | Zeit     | Bemerkung                                       |
| ------------- | ----- | ----------------------------------------------- | ----------------- | -------- | ----------------------------------------------- |
| 22. Sep. 2024 | 23    | Ironman World Championships                     | Nizza             | 10:00:02 | hinter der Siegerin Laura Philipp               |
| 21. Juli 2024 | 8     | Ironman USA                                     | Lake Placid       | 08:36:55 |                                                 |
| 16. Juni 2024 | 8     | Ironman Cairns                                  | Cairns            | 09:09:05 |                                                 |
| 2023          | 1     | Ironman 70.3 Maine                              | Old Orchard Beach | 04:11:24 |                                                 |
| 4. Nov. 2023  | 9     | Ironman Florida                                 | Panama City       | 08:58:03 |                                                 |
| 7. Mai 2023   | 7     | ITU Long Distance Triathlon World Championships | Ibiza             | 06:14:24 | Weltmeisterschaft auf der Triathlon-Langdistanz |
| 9. Okt. 2022  | 3     | Ironman 70.3 Venice-Jesolo                      | Venedig           | 04:14:24 | hinter der Britin Lucy Byram                    |
| 28. Aug. 2022 | 3     | Ironman 70.3 Zell am See-Kaprun                 | Zell am See       | 04:25:00 |                                                 |
| 3. Juli 2022  | 3     | Ironman 70.3 Andorra                            | Andorra           | 05:16:07 | hinter Ashleigh Gentle                          |

| Datum/Jahr    | Platz | Wettbewerb                                    | Austragungsort    | Zeit     | Bemerkung                                                          |
| ------------- | ----- | --------------------------------------------- | ----------------- | -------- | ------------------------------------------------------------------ |
| 22. Juni 2025 | 3     | ITU Duathlon World Championships Mixed Relay  | Pontevedra        | 01:08:13 | mit Samuele Angelini                                               |
| 21. Juni 2025 | 1     | ITU Duathlon World Championships              | Pontevedra        | 01:24:40 | ITU-Weltmeisterin Duathlon                                         |
| 18. März 2023 | 3     | ETU Duathlon European Championships           | Caorle            | 00:54:44 | Europameisterschaft Duathlon                                       |
| 17. Sep. 2022 | 1     | ETU Duathlon European Championships           | Bilbao            | 00:54:02 | Europameisterin Duathlon                                           |
| 26. März 2022 | 2     | ITA Duathlon National Championships           | Imola             | 00:59:22 | Duathlon-Vize-Staatsmeisterin, hinter Marta Bernardi               |
| 23. Mai 2021  | 2     | ITA Duathlon National Championships           | Pesaro            | 02:07:54 | Duathlon-Vize-Staatsmeisterin, hinter Marta Bernardi               |
| 17. Apr. 2016 | 1     | ETU Duathlon European Championships           | Kalkar            | 01:58:59 | Duathlon-Europameisterin                                           |
| 19. März 2016 | 1     | ITA Duathlon National Championships           | Firenze           | 00:59:39 | Duathlon-Staatsmeisterin                                           |
| 17. Okt. 2015 | 2     | ITU Duathlon World Championship U23           | Adelaide          | 02:06:20 | U23-Vize-Weltmeisterin auf der Duathlon-Kurzdistanz                |
| 25. Apr. 2015 | 1     | ETU Duathlon European Championship U23        | Alcobendas        | 02:08:52 | Duathlon-Europameisterin U23                                       |
| 12. Apr. 2015 | 1     | ETU Sprint Duathlon European Championship U23 | Horst aan de Maas | 00:59:12 | U23-Europameisterin und Vize-Europameisterin Elite Sprint-Duathlon |
| 13. Apr. 2014 | 1     | ETU Sprint Duathlon European Championship U23 | Horst aan de Maas | 01:00:02 | U23-Europameisterin Sprint-Duathlon                                |

(DNF – Did Not Finish)